# Smile from the Streets You Hold
Albums de John Frusciante
Niandra LaDes and Usually Just a T-Shirt
(1994) To Record Only Water for Ten Days
(2001)
Smile From the Streets You Hold est le deuxième album solo de John Frusciante, guitariste des Red Hot Chili Peppers de 1988 à 1992 et de 1998 à 2009. Il est sorti en 1997 sous le label Birdman Records, à cette époque John était largement accro à l'héroïne. Il était aussi dans une phase parano d'une longue dépression et il raconte que c'est les voix dans sa tête qui lui dictait quoi écrire et dire.
La plupart des chansons ont été enregistrées alors que John faisait encore partie des Red Hot, à l'exception de quelques chansons enregistrées après son départ comme Enter an Uh ou Nigger Song.
En 1998, après son retour au sein des Red Hot, il l'a fait retirer de la vente, ainsi que Niandra LaDes and Usually Just a T-Shirt son premier album solo, mais à la différence de celui-ci, Smile From the Streets You Hold n'est jamais ressorti, John s'y étant toujours opposé.
Le défunt acteur River Phoenix, un ami proche du guitariste, ainsi que le reste du groupe chantent sur deux chansons Height Down et Well, I've Been (dont les titres originaux étaient Soul Removal et Bought Her Soul). Ces deux titres et Smile From the Streets You Hold devaient sortir sur l'album Niandra LaDes mais ont dû être retirées, cet album étant trop long avec le rajout de la partie Usually Just a T-Shirt. Une deuxième version de l'album est également disponible, incluant une version plus longue de Life's a Bath et comportant 18 titres, la chanson Smile From the Streets You Hold étant coupée en deux parties.

## Liste des titres
1. Enter a Uh – 8:06
2. The Other - 1:34
3. Life's a Bath – 1:18
4. A Fall Thru the Ground – 2:24
5. Poppy Man – 1:21
6. I May Again Know John – 8:48
7. I'm Always – 2:33
8. Nigger Song – 4:19
9. Femininity – 2:35
10. Breathe – 6:21
11. More – 2:07
12. For Air – 3:55
13. Height Down – 4:00
14. Well, I've Been – 3:06
15. Smile From the Streets You Hold – 5:09
16. I Can't See Until I See Your Eyes – 1:30
17. Estress – 2:17